# Ion Corvin (Costanza)
Ion Corvin (in turco Kuzgun) è un comune della Romania di 2 112 abitanti, ubicato nel distretto di Costanza, nella regione storica della Dobrugia.
Il comune è formato dall'unione di 5 villaggi: Brebeni, Crângu, Ion Corvin, Rariștea, Viile.
Il comune prende il nome da Giovanni Corvino, figlio di Mattia Corvino.